# Alexandru Dimitrie Xenopol
Alexandru Dimitrie Xenopol (Iași, 1847 – Bucarest, 1920) è stato uno storico rumeno.
Allievo di Theodor Mommsen in Germania, divenne docente di storia romena all'università di Iaşi nel 1883. Nel 1888 pubblicò in due volumi Storia dei Romeni a partire dalla Dacia traianea, la prima opera a tracciare un dettagliato resoconto di storia romena.
Economista e Filologo, nel 1914 riscosse un discreto successo con il suo studio Romania e Austria-Ungheria.